# Máčka ladní

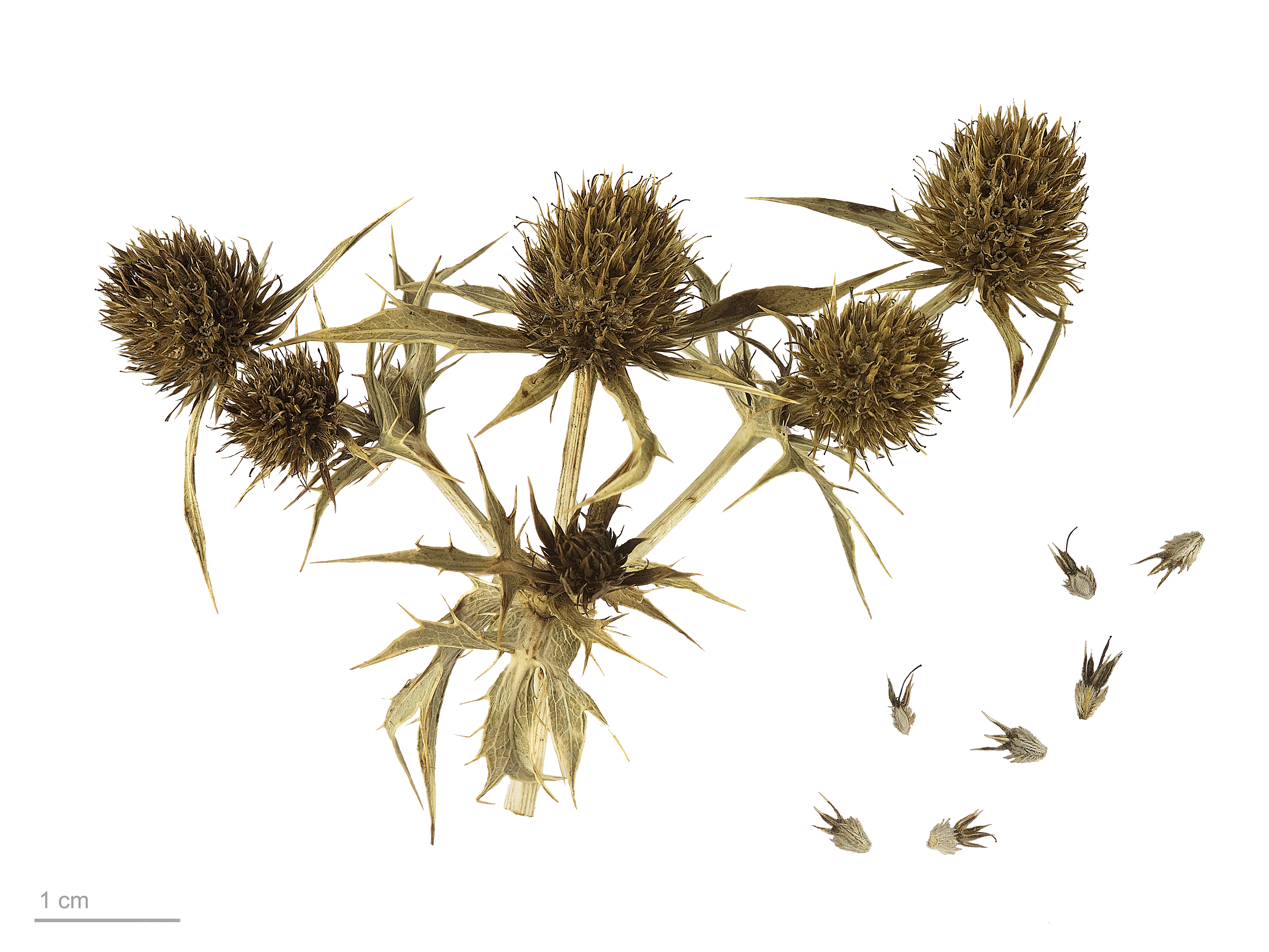
Plodenství máčky ladní

Máčka ladní (Eryngium campestre) je léčivá bylina z čeledi miříkovitých.

## Popis
Víceletá ostnitá bylina, v květu kulovitého obrysu až 60 cm vysoká bělavě zelené barvy. Květy jsou uspořádány v hlávkách, které jsou složeny v okolících. Květenství se po dozrání semen s celou rostlinou odlomí a vytvoří diasporu ve formě stepního běžce, který vysévá semena.
Pro své ostnité listy bývá často považována za bodlák. Na máčce parazituje vzácná nezelená rostlina z druhu záraza – Orobanche amethystea.

## Využití a význam
Rostlina obsahuje esenciální oleje, saponiny a třísloviny. Kořen by měl mít nízký expektoranční a spasmolytický (antikonvulzivní) účinek, nať má (slabý) diuretický účinek. Ve starověku byl kořen také používán jako léčivý prostředek podporující močení a menstruaci. Nežádoucí účinky nejsou známy.
- V léčitelství je nať užívána k podpoře vykašlávání, proti zánětům močových cest, k čištění krve, k rozpouštění močových kamenů a jako afrodisiakum.
- Vzhledově atraktivní rostlinu je možné použít do suchých vazeb.
- Medonosná rostlina.

## Rozšíření a stanoviště
Máčka ladní je světlomilný druh, roste především v teplejších oblastech na sušších stanovištích.

### Výskyt
Vyskytuje se v oblastech Evropy a západní Asie. Areál rozříření sahá od severní Afriky, přes jižní a východní Evropu, až po Kavkaz, Írán a Afghánistán. Severní hranici rozšíření tvoří Německo a Nizozemsko, na britských ostrovech je rostlina vzácná. V Německu je podle „Spolkového nařízení o ochraně druhů“ „zvláště chráněným druhem“.
V České republice se vyskytuje především v oblastech termofytika a mezofytika. Hojný výskyt je zaznaměnán například na Rané u Loun.

## Synonyma
- Eryngium latifolium, Hoffmanns. & H.F.Link, 1824
- Eryngium officinale, Garsault, 1764, (neplatné)
- Eryngium trifidum, L., 1756
- Eryngium virens, Link, 1834
- Eryngium vulgare Lam., 1779, (nom. superfl.)